# Karaszkó
Karaszkó (szlovákul Kraskovo) község Szlovákiában, a Besztercebányai kerület Rimaszombati járásában.

## Fekvése
Rimaszombattól 16 km-re északra, a Gömör-Szepesi-érchegység (Szlovák-érchegység) délkeleti részén, a Rima-folyó és a Balog-patak között fekszik.

## Története
A falut 1334-ben Itáliából ide telepített bányászok alapították, de birtokként már a 13. század közepén létezett. Temploma is 13. századi. A török 1555-ben a faluval együtt felégette, de újjáépítették.
A falu „Karazkou" néven szerepel először írott forrásban 1334-ben. 1462-ben „Kraskow" alakban említik. Karaszkó kezdetben a kalocsai érsekség birtoka volt, majd a 14. századtól a Kacsics nemzetségé. Szent László ünnepére vásártartási jogot kapott. 1828-ban 43 házában 323 lakos élt, akik főként mezőgazdaságból, favágásból és faárukészítésből éltek.
Vályi András szerint: „KRASZKO. Tót falu Kis Hont Várm. földes Urai több Uraságok, lakosai tótok, evangelikusok, fekszik Tót Hegymeg, ’s Alsó Szkálnok mellett, legelője, és fája mind a’ két féle elég van, de földgye soványas, úgy hogy trágyázás után is alig termik meg középszerűen a’ rozsot, és zabot. Jó kútakkal bővölködik, nevezetes itten egy kút, mellynek az a’ tulajdonsága, hogy egy esztendővel elébb, mint sem száraz esztendő következik, ki szárad, más külömben pedig soha sem.”
Fényes Elek geográfiai szótárában: „Kraszkó, Gömör-Kis-Honth v. tót falu, Rimaszombathoz éjszakra 4 órányira: 7 kathol., 316 evang. lak. Evang. szentegyház. Határa elég tágas és termékeny; lakosai sok faeszközt csinálnak. F. u. többen." Archiválva 2007. szeptember 27-i dátummal a Wayback Machine-ben
Gömör-Kishont vármegye monográfiája szerint: „Kraszkó, a feled-tiszolczi vasútvonal mentén fekvő tót kisközség, 50 házzal és 217 ág. ev. h. vallású lakossal. E község már 1462-ben szerepel. Földesurai a Bakosok voltak. Később a Török, a Fáy és a Vranovics család volt a birtokosa. A község három izben, legutóbb 1878-ban teljesen leégett. Az ág. h. ev. templom Árpád-kori építmény, érdekes falfestményekkel. 1555-ben a törökök az egész községet felperzselték és ekkor a templom is megrongálódott. A község postája, távírója és vasúti állomása Rimabánya."
A trianoni békeszerződésig Gömör-Kishont vármegye Rimaszombati járásához tartozott.

## Népessége
| Év:            | 1994. | 2004.    | 2014.   | 2024.    |
| -------------- | ----- | -------- | ------- | -------- |
| Emberek száma: | 194   | 136      | 147     | 112      |
| Eltérés:       |       | -29,89 % | +8,08 % | -23,80 % |

| Év:            | 2023. | 2024.   |
| -------------- | ----- | ------- |
| Emberek száma: | 121   | 112     |
| Eltérés:       |       | -7,43 % |

A falunak 1910-ben 225, túlnyomórészt szlovák lakosa volt.
2001-ben 156 lakosából 146 szlovák volt.
2011-ben 151 lakosából 132 szlovák.

## Nevezetességei
- Evangélikus temploma a 13. században épült gótikus stílusban, a 15. században védőfallal vették körül. 1906-ban restaurálták. Értékes 13. és 14. századi falfestményei vannak. Reneszánsz oltára 1668-ban, fa haranglába 1657-ben készült. A Skultéty család síremlékei találhatók benne.
- Fa harangtornya 1657-ben épült reneszánsz stílusban.

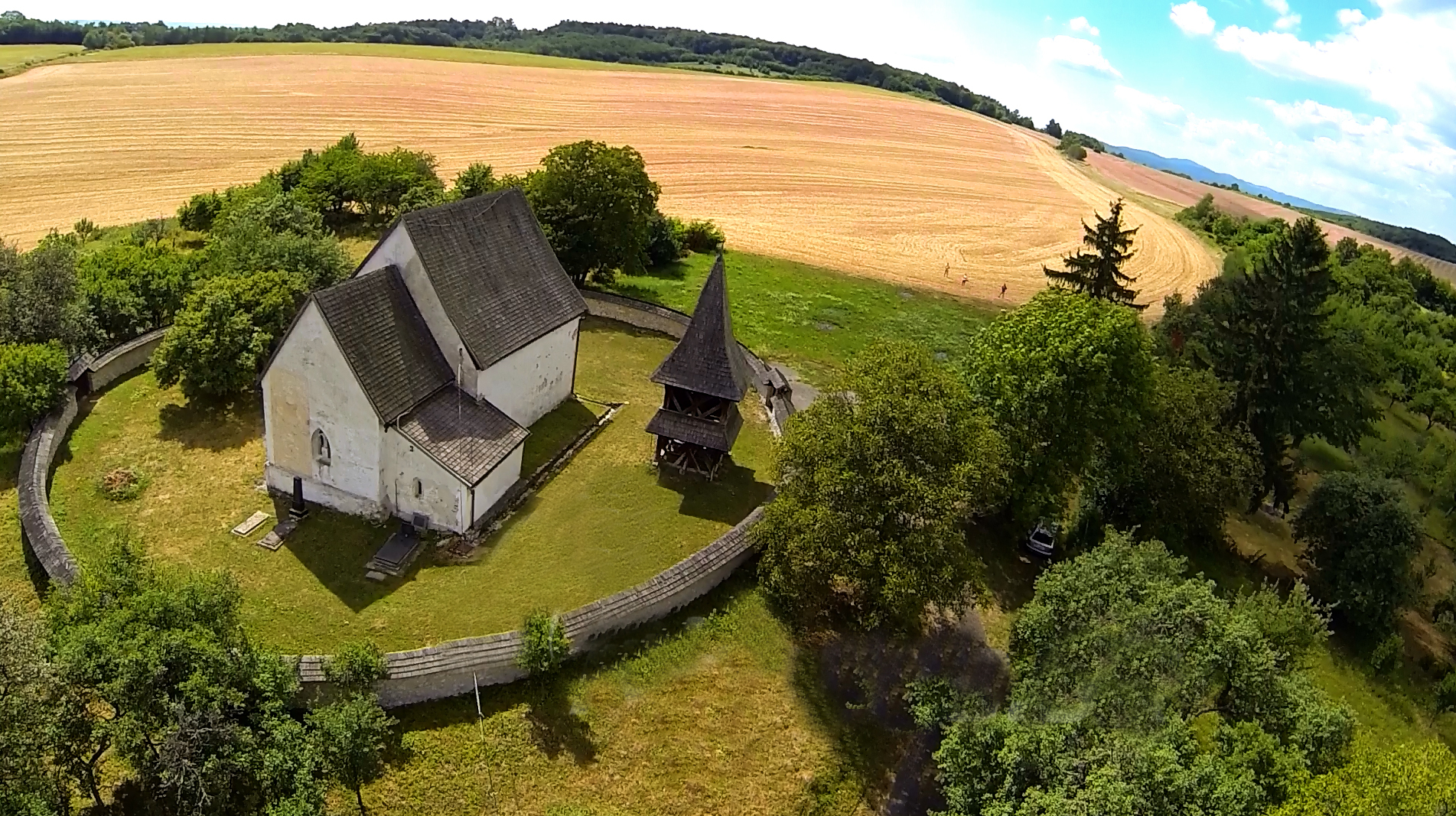
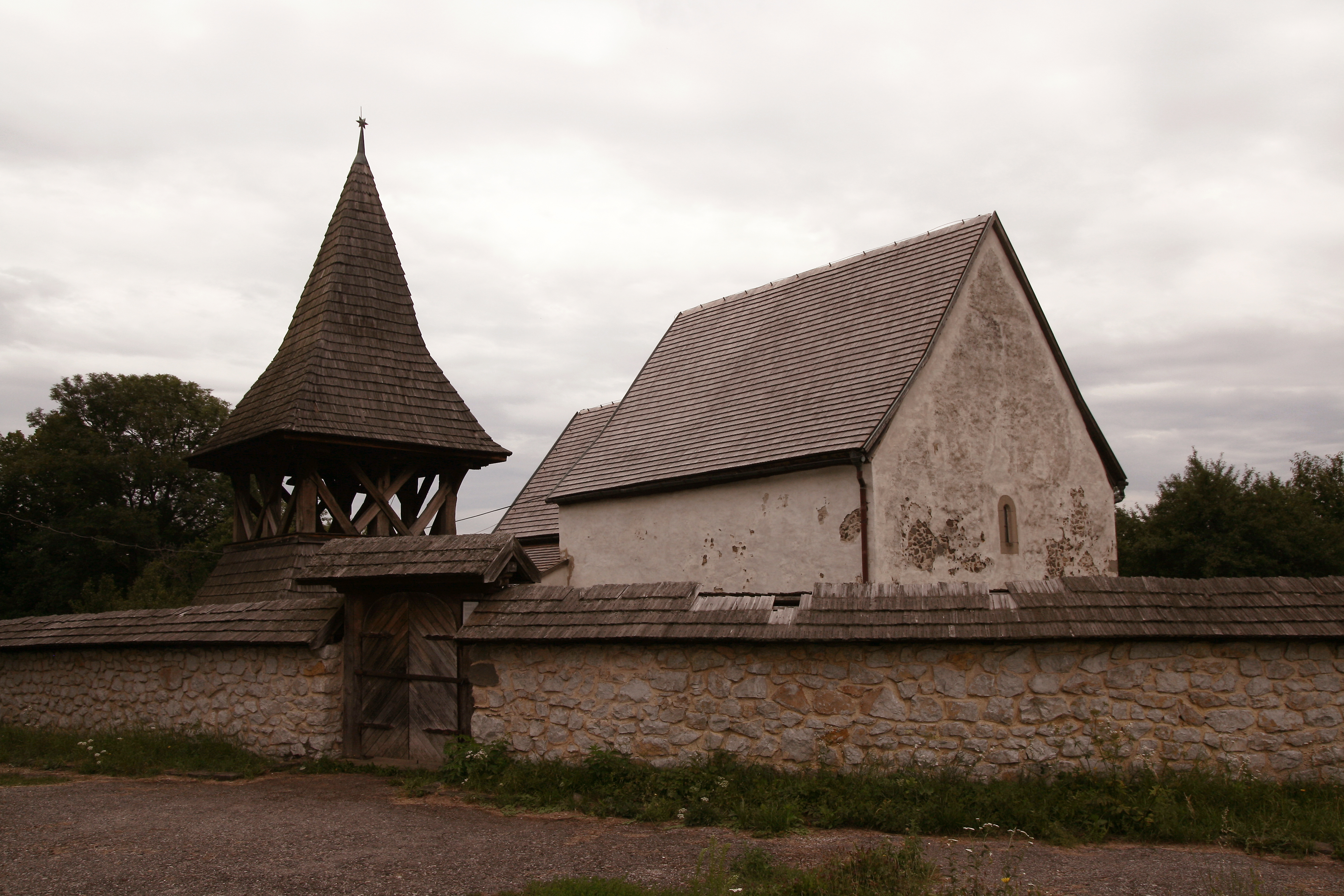
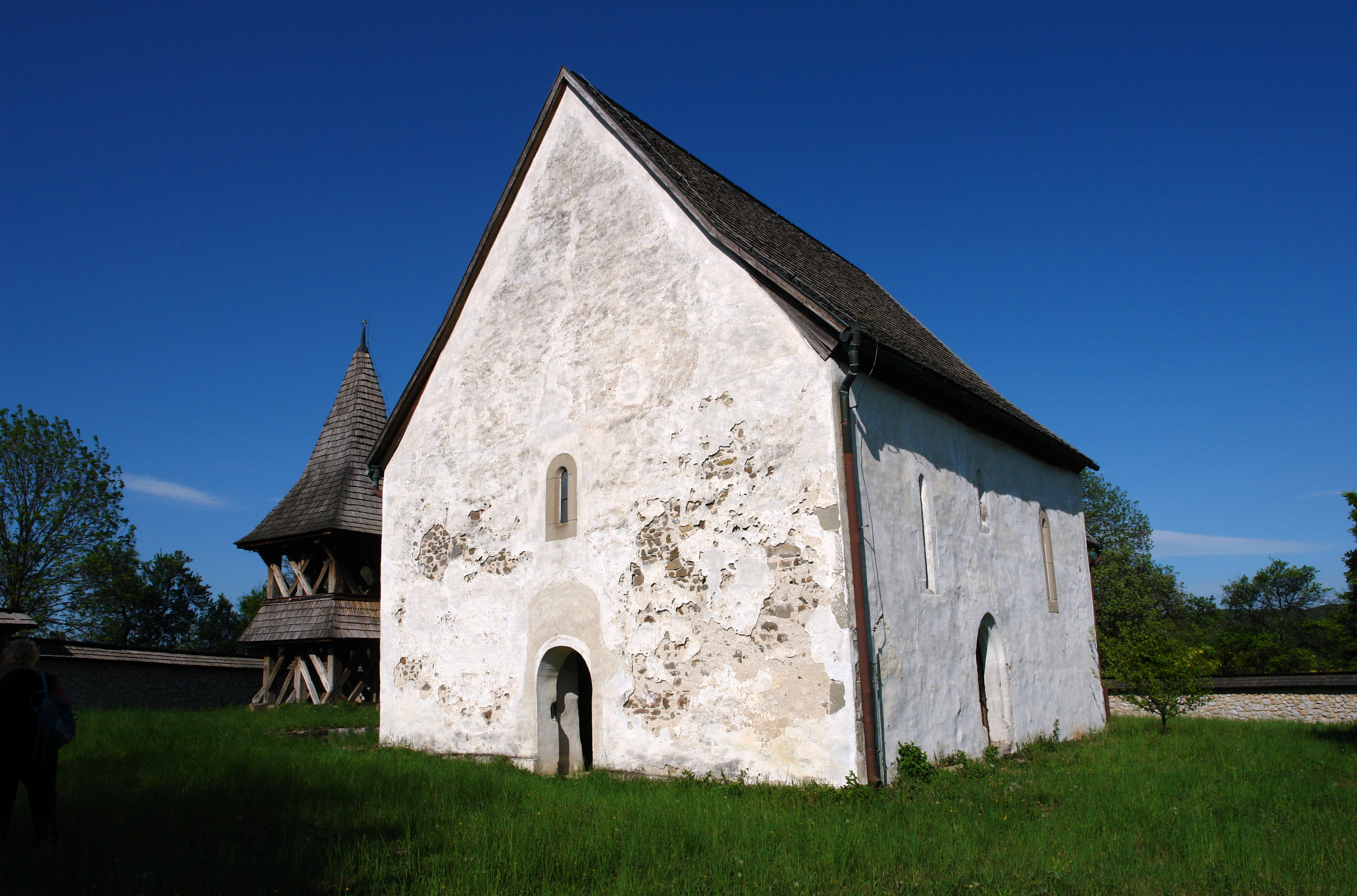
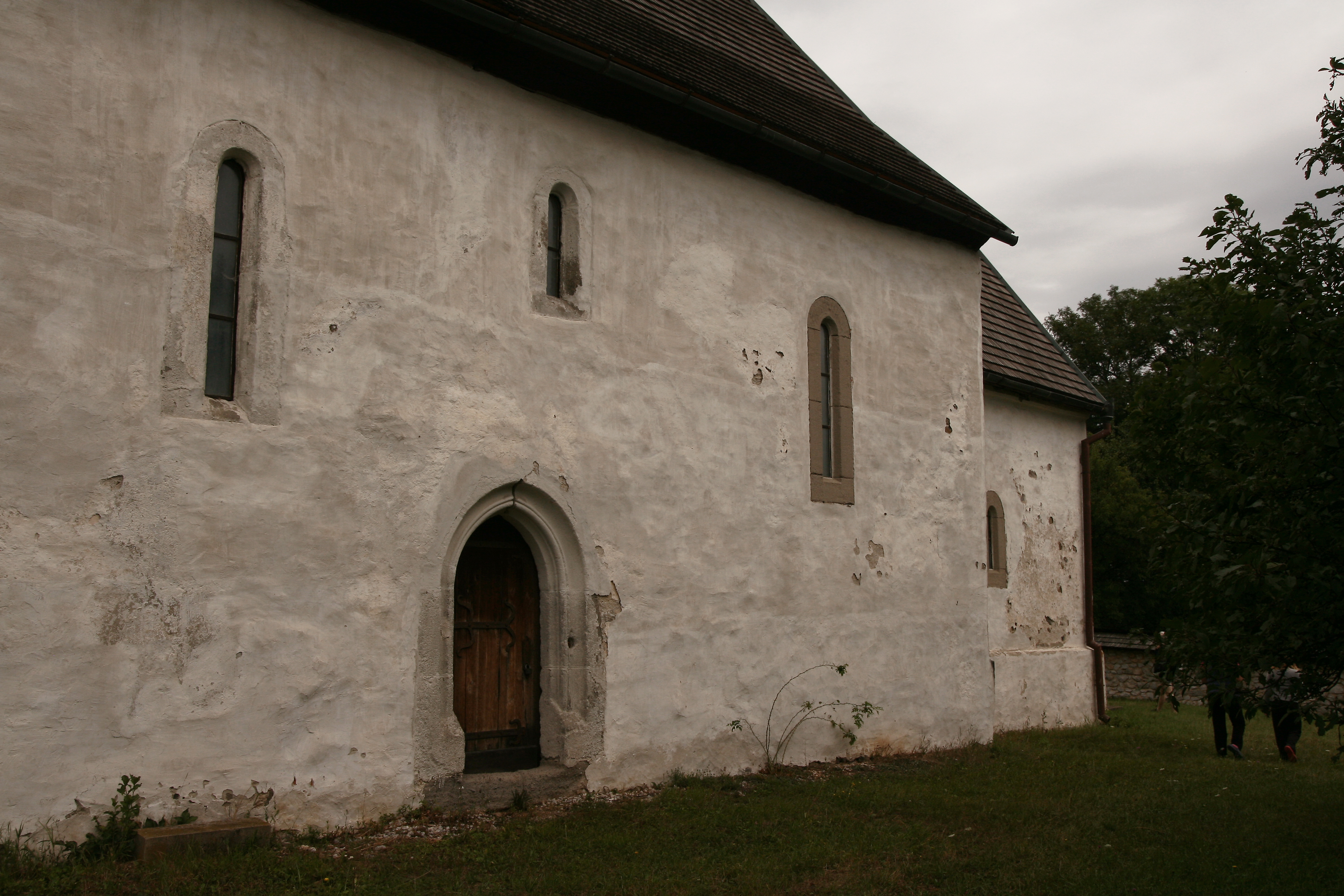
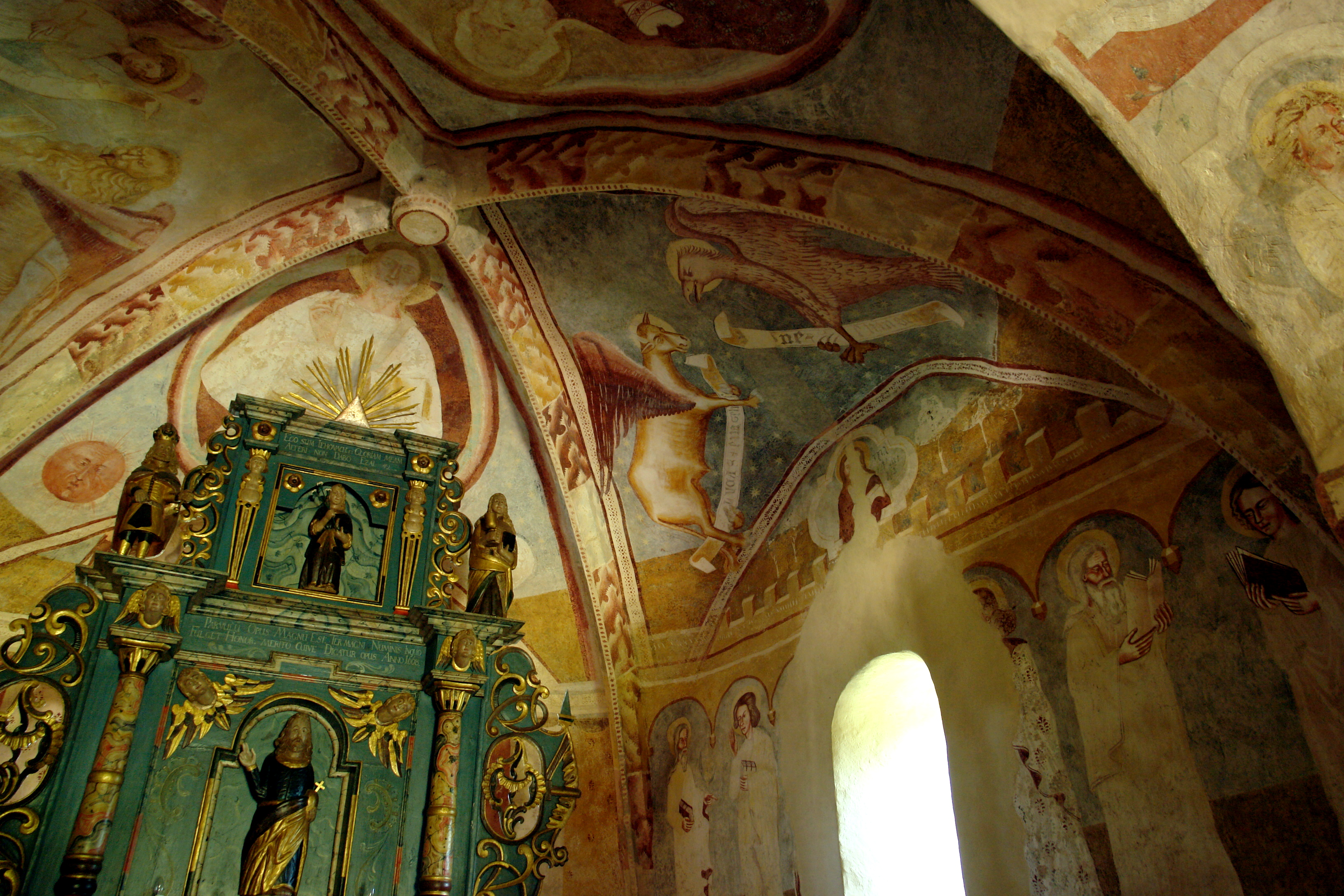
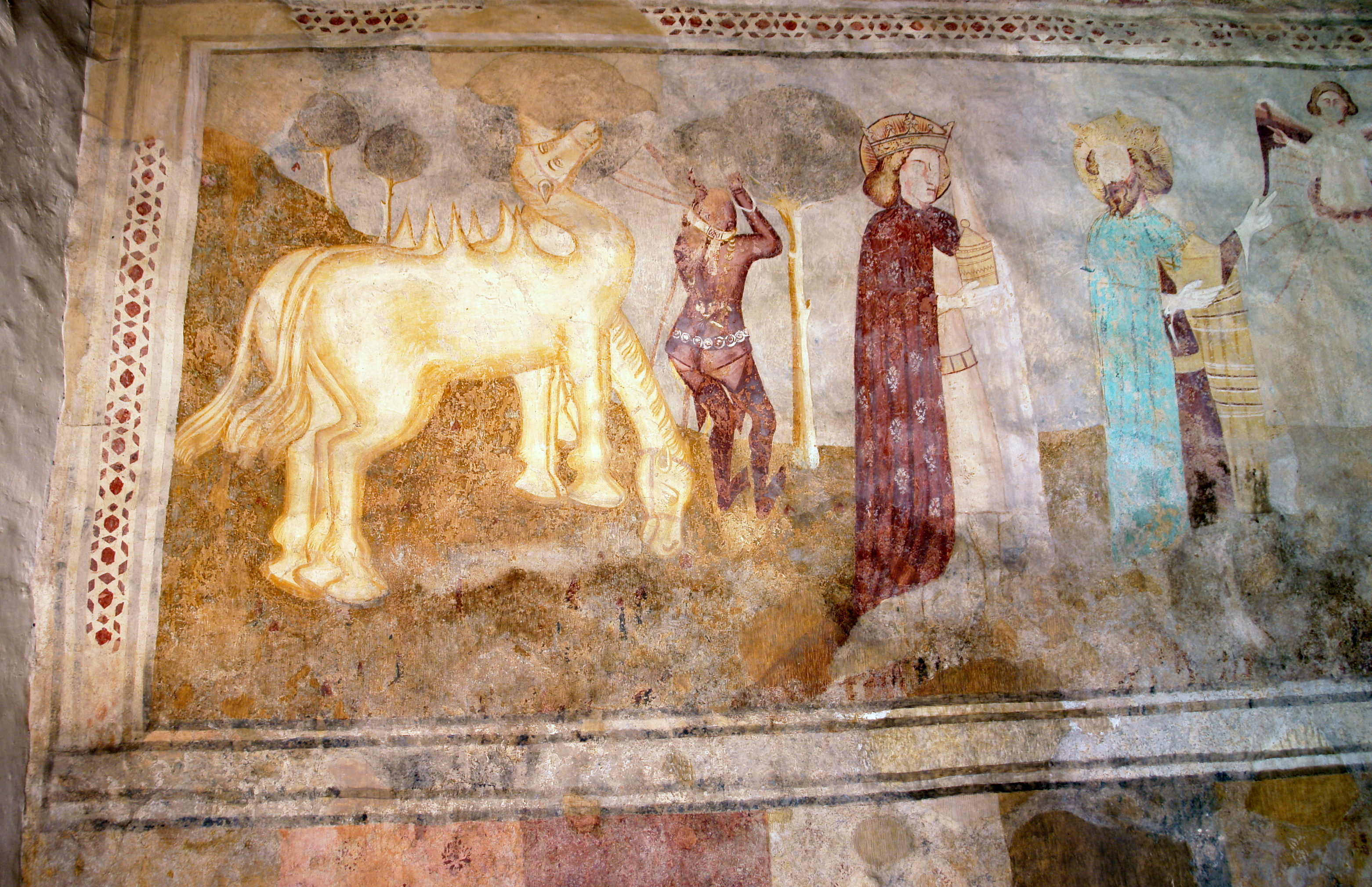
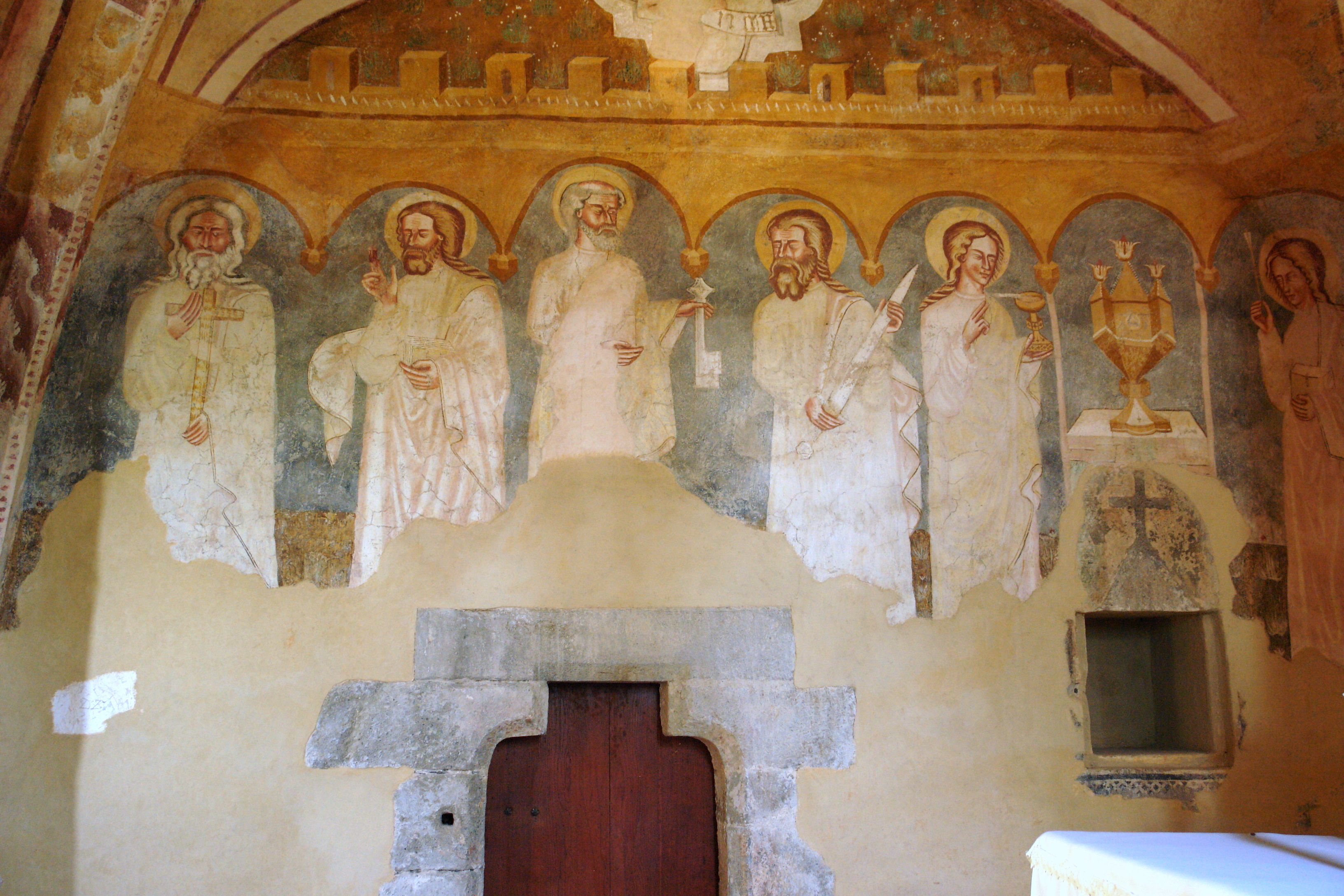
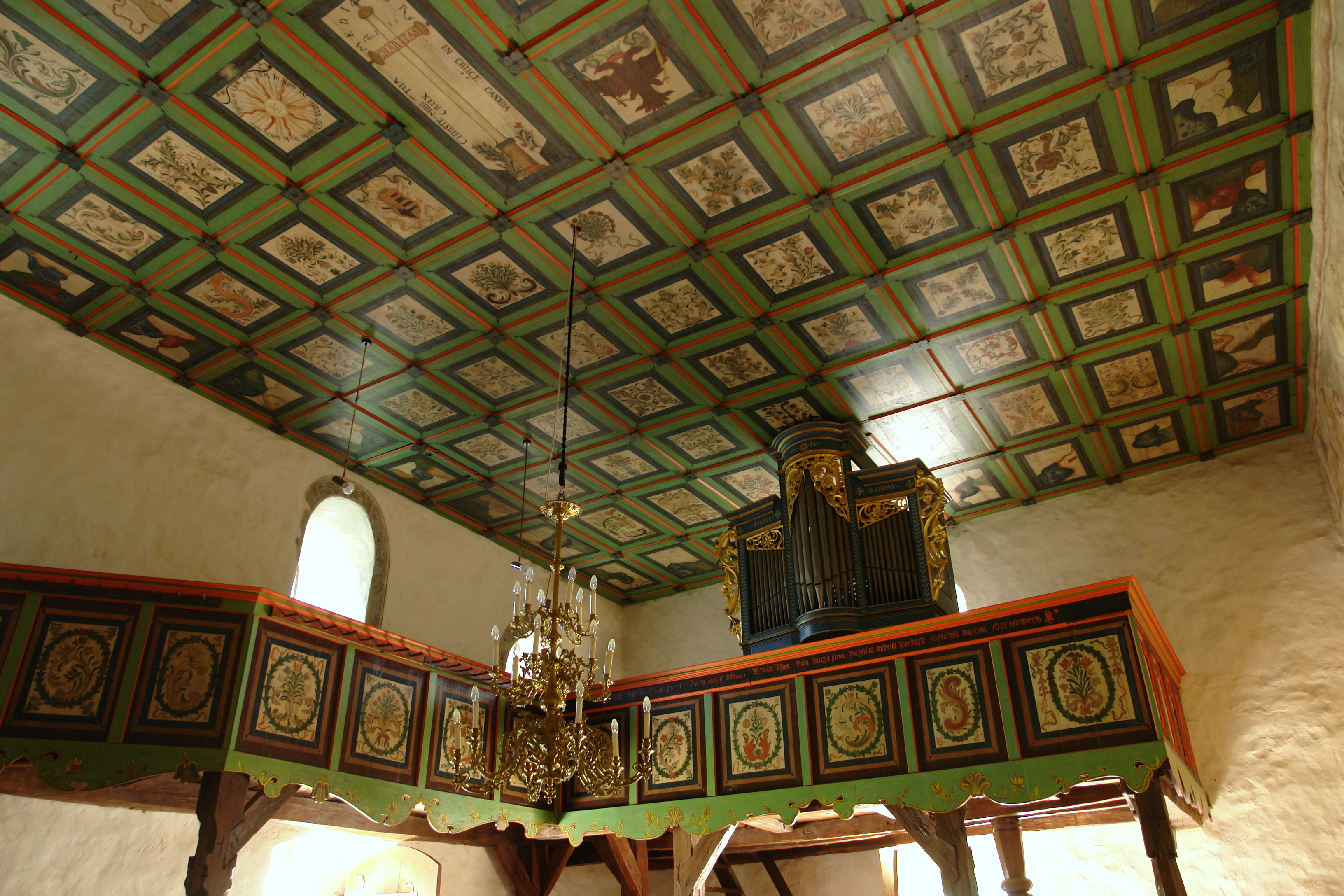
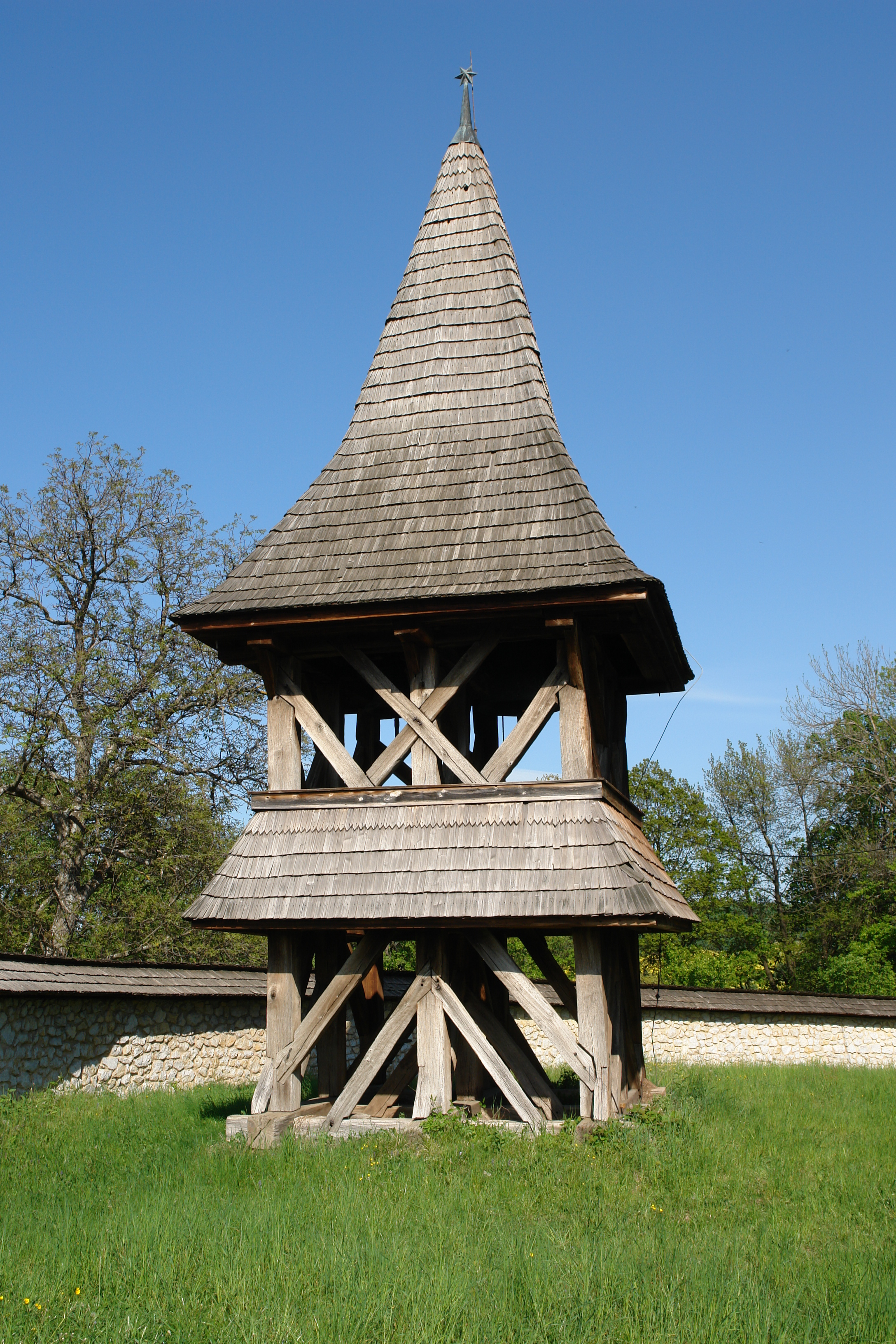

## Külső hivatkozások
- Községinfó
- Karaszkó Szlovákia térképén
- Tourist-channel.sk
- Karaszkó a Gömöri régió honlapján
- E-obce.sk Archiválva 2008. február 19-i dátummal a Wayback Machine-ben